# Pastrami

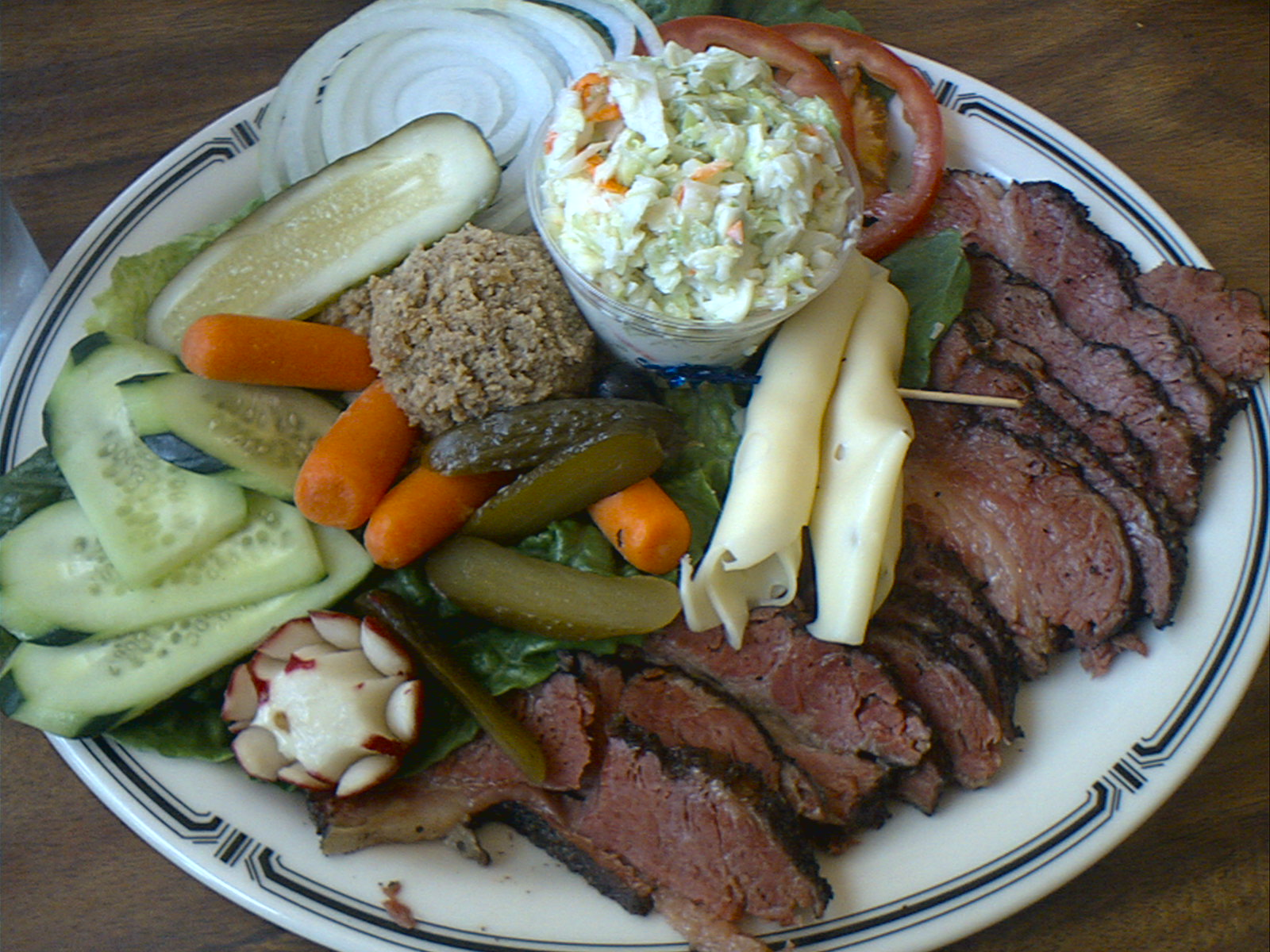
Talíř se sýrem, zeleninou a pastrami

Pastrami (rumunsky: pastramă, jidiš: פּאַסטראָמע pastróme) je delikatesa z konzervovaného libového masa, pocházející z Rumunska a oblíbená hlavně v USA. Vyrábí se obvykle z hovězího hrudí nebo pupečního žebra.

## Původ
Název "pastrami" pochází z rumunského slovesa a pǎstra – uchovat. Karpatští venkované odnepaměti používali uzení jako způsob, aby maso déle vydrželo. Předchůdcem tohoto jídla byla turecká pastirma, která se však místo uzení suší.

## Recept
Pastrami se vyrábí z hovězího, vepřového, husího nebo skopového masa. To se potře směsí ledku, soli, česneku a koření, zatíží a uloží v chladu. Pak se vyudí na tvrdém dřevě. Někdy se pastrami před podáváním krátce podusí v páře, aby se zbavilo soli.

## V Americe
Do Spojených států přinesli pastrami na konci 19. století židovští přistěhovalci z východní Evropy. Zejména v New Yorku se hovězí pastrami stalo oblíbeným košer jídlem. Bývá k dostání v typických lahůdkářstvích zvaných deli, krájí se na velmi tenké plátky a používá se do sendvičů nebo jako součást obložených mís.
Např. spisovatel William Styron vzpomíná v románu Sophiina volba na doby, kdy bydlel v židovské čtvrti Flatbush a živil se převážně režným chlebem s pastrami a okurkami.